# B. B. King
Riley B. King o Riley Ben King (Itta Bena, Misisipi, 16 de septiembre de 1925–Las Vegas, 14 de mayo de 2015), más conocido como B. B. King, fue un músico, cantante, guitarrista y compositor estadounidense.
Es ampliamente considerado uno de los músicos de blues más influyentes de todos los tiempos, recibiendo el apodo de «Rey del Blues» y el sobrenombre de «uno de los tres reyes (kings) de la guitarra blues» junto a Albert King y Freddie King. Según Edward M. Komara, King «introdujo un sofisticado estilo de solos basados en fluidas cuerdas [de guitarra] estiradas y brillantes vibratos que influirían prácticamente en todos los guitarristas de blues eléctrico que le siguieron». King tuvo una gran influencia en el aspecto musical y social sobre el cantante Elvis Presley habiéndose conocido y desarrollado una amistad en los pubs de Beale Street en Memphis a principios de los años 50.
Posteriormente Los Beatles le mencionaron en la canción «Dig It» (1970). Además, la revista Rolling Stone lo situó en el puesto seis de la lista de los 100 mejores guitarristas de todos los tiempos y figura en el puesto 17 de la lista «Top 50 Guitarists of All Time» elaborada por Gibson. King fue invitado al Salón de la Fama del Rock and Roll en 1987.
Con los años, King desarrolló un estilo de guitarra identificable en su obra musical, con elementos prestados de Blind Lemon Jefferson, T-Bone Walker y otros y la fusión de géneros musicales como el blues, el jazz, el swing y el pop.
Su guitarra eléctrica Gibson ES-335, apodada «Lucille», también da nombre a una línea de guitarras creada por la compañía en 1980. King es también reconocido por su prolífica nómina de actuaciones en directo, con un promedio de 250 o 300 conciertos anuales durante la década de 1970.

## Biografía

### Primeros años e influencias musicales (1925-1948)
Riley B. King, hijo de Albert King y Nora Ella Farr, nació el 16 de septiembre de 1925 en una pequeña cabaña de una plantación de algodón situada entre las ciudades de Itta Bena y Berclair, Misisipi. En 1930, su madre se separó de su marido y más tarde se casó con otro hombre. Debido a que su madre no tenía medios para cuidar de su hijo, King pasó mucho tiempo con su abuela materna, Elnora Farr, en Kilmichael. La madre de Riley murió cuando él tenía nueve años.
King creció cantando en un coro de góspel en la iglesia baptista Elkhorn de Kilmichael. Con 12 años compró su primera guitarra por $15, aunque otra fuente indica que fue un regalo de Bukka White, primo de su madre. En 1943, King abandonó Kilmichael para trabajar como conductor de tractores y comenzó a tocar la guitarra con el Famous St. John's Quartet en Inverness, actuando en iglesias de la zona y en la estación de radio WGRM de Greenwood.

### Carrera musical
En la década de 1950, B. B. King se convirtió en uno de los nombres más importantes del rhythm and blues, con una lista de éxitos en su haber que incluía, entre 1952 y 1955, cuatro primeros puestos en la lista de éxitos de R&B de la revista Billboard.
Aunque sus audiencias fueron orientadas al R&B y el blues, King se rodeó siempre de arreglistas y músicos de jazz, sobre todo de saxos y trompetas, para sus grabaciones y actuaciones en directo. Su banda para sus primeras grabaciones de 1949 para Bullet Record Transcription Company, estaba formada por los hermanos Calvin y Phineas Newborn, Jr., el padre de estos, Phineas Newborn, Sr., Tuff Green, los hermanos Tom y Ben Branch, Willie Mitchell y una mujer trombonista, Sammie Jett. El trompetista James "Boogaloo" Bolden, miembro de la banda de King durante 30 años y su líder los últimos 20, había estado en la orquesta de Duke Ellington. Otros músicos de jazz asociados con King fueron The Crusaders, bien como banda, bien a nivel individual; Johnny Pate arreglista y/o productor de álbumes como Live at The Regal o Blues on Top of Blues; o el trompetista Snooky Young.
A partir de Live & Well (1969), el primero de cuatro álbumes producidos por Bill Szymczyk, se asocia también con músicos de blues y rock, como Gerald Jemmott, Al Kooper, Hugh McCracken, Dr. John, Eric Clapton, entre muchos otros.
Participó como invitado en numerosos programas de televisión muy populares en los Estados Unidos, incluyendo The Ed Sullivan Show en 1971, cuando una audiencia de 20 millones le vieron tocar «The Thrill Is Gone», The Tonight Show', Merv Griffin, The Cosby Show, The Young and the Restless, Hospital General, El Príncipe de Bel Air, Barrio Sésamo, Married... with Children y Sanford and Son.
B. B. King recibió 15 Premios Grammy. Asimismo, cuatro de sus grabaciones, dos álbumes (Live at The Regal y The Thrill Is Gone) y dos canciones («3 O'Clock Blues», «Everyday I Have the Blues»), han sido incorporados al Hall of Fame de los Grammy. Por otra parte, la grabación «The Thrill is Gone» recibió el Premio del Salón de la Fama de los Grammy en 1998.

#### 1946-1959
En 1946, King siguió a Bukka White a Memphis (Tennessee), donde pasó diez meses. Sin embargo, regresó a Misisipi, donde decidió prepararse mejor para su próxima visita. En 1948 volvió a Memphis y tocó en el programa de radio KWEM, de Sonny Boy Williamson II, donde comenzó a desarrollar un público local. Las apariciones de King dieron lugar a compromisos firmes en el Sixteenth Avenue Grill de West Memphis, y posteriormente a un spot de diez minutos en la legendaria estación de radio WDIA de Memphis. King's Spot se convirtió en popular y fue ampliado hasta convertirse en el Sepia Swing Club.
Al comienzo, trabajó en el WDIA como cantante y disc jockey, con el apodo de Beale Street Blues Boy, que fue acortado posteriormente a Blues Boy y finalmente a B. B. En WDIA conoció a T-Bone Walker.
En 1947, B. B. King comenzó a grabar bajo contrato con RPM Records basada en Los Ángeles. Muchas de las primeras grabaciones de King fueron producidas por Sam Phillips, quien luego fundó Sun Records.
En febrero de 1952, King obtuvo su primer éxito de ventas, llegando al número 1 en Billboard con «3 O'Clock Blues», canción escrita por Lowell Fulson y que también había sido el primer éxito de este en 1948. El mismo año, King consigue su segundo número uno con «You Know I Love You». Entre 1953 y 1955, alcanzaría dos números unos más en Billboard, entre otros éxitos: «Story from My Heart and Soul» (n.º 9), «Woke Up This Morning» (n.º 3), «Please Love Me» (n.º 1), «Please Hurry Home» (n.º 4), «When My Heart Beats like a Hammer» (n.º 8), «You Upset Me Baby» (n.º 1), «Whole Lot Of Love» (n.º 8), «Every Day I Have the Blues» (n.º 8), «Sneakin' Around» (n.º 14), «Ten Long Years» (n.º 9).
En 1956, realizó 342 actuaciones y tres sesiones de grabación.

#### 1960-1979
En 1960, su versión del éxito de la canción de Joe Turner, «Sweet Sixteen», llega al puesto número dos de la lista de Billboard. En 1962, King firmó con ABC-Paramount Records.
En noviembre de 1964, King grabó el legendario álbum Live at the Regal en el Regal Theater de Chicago, Illinois.
En 1969, King tuvo un éxito con su versión de la canción de Roy Hawkins, «The Thrill Is Gone», alcanzando el puesto número 3 en la lista de R&B y el número 15 en la lista de música pop. También se elevó al puesto 183 en las 500 Mejores Canciones de Todos los Tiempos de la revista Rolling Stone. Ganó visibilidad en la apertura del Tour por América de 1969 de los Rolling Stones. Los éxitos de King continuaron durante los 1970s con canciones como «To Know You Is to Love You» y «I Like to Live the Love».

#### 1980-1999

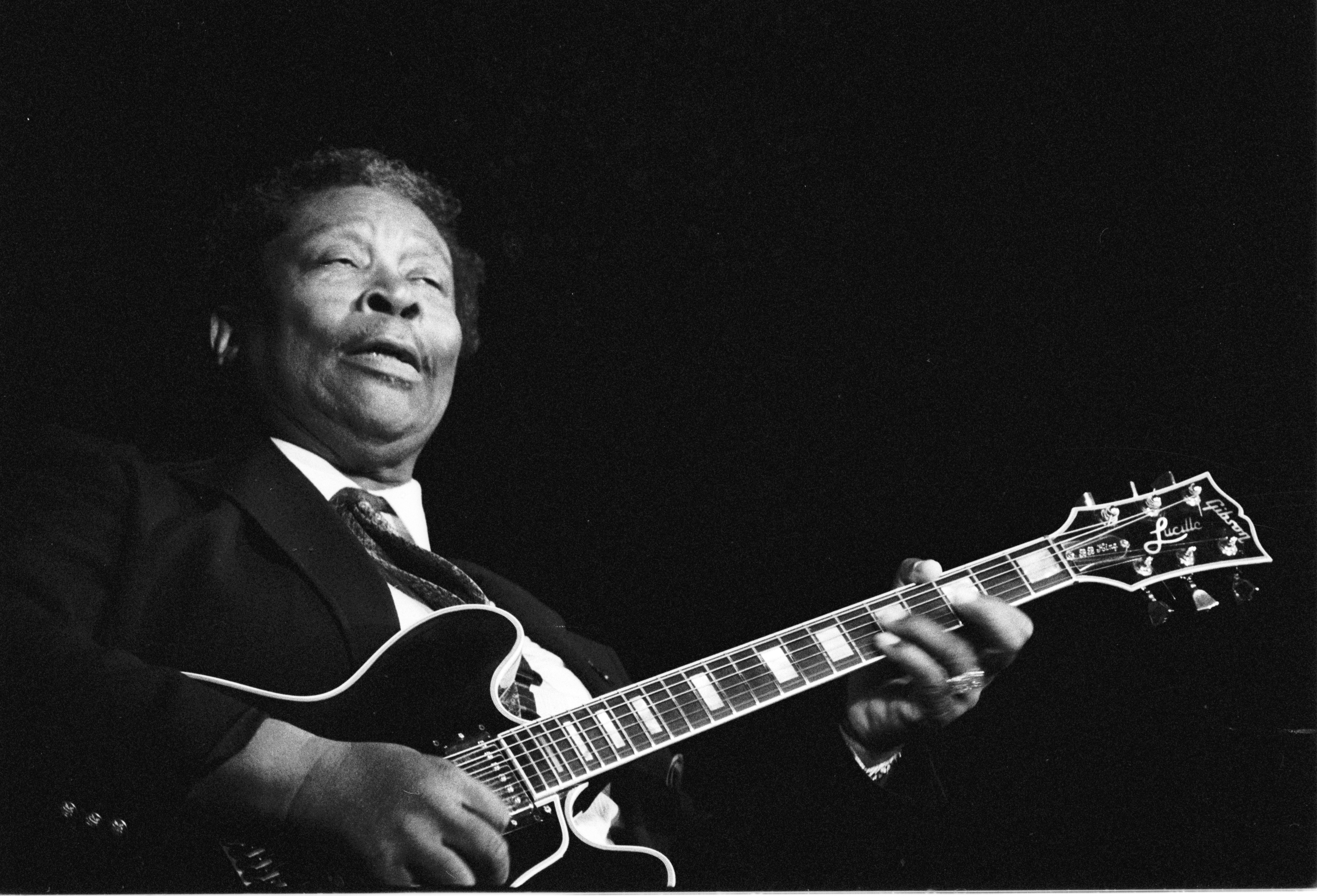
B. B. King durante un concierto en Francia (1989).

Las décadas de 1980 y 1990 vieron a King grabando menos, pero manteniendo una carrera muy visible y activa apareciendo en numerosos programas de televisión, fotos en las que se le ve con más movimiento y realizando hasta 300 conciertos en un año. En 1988, alcanzó a una nueva generación de fanes con el tema "When Love Comes To Town", junto a la banda irlandesa U2 en su álbum Rattle and Hum. Ese mismo año grabó BB Kings and Friends junto a Albert King, Stevie Ray Vaughan, Eric Clapton, Phil Collins, Gladys Knight, Paul Butterfield, Chaka Khan y Billy Ocean. En 1996, publicó su autobiografía, Blues All Around Me. En 1998 BB King y Albert King, el Big brother of blues, como lo llamaba BB King cariñosamente a Albert en el Japan Blues Carnival de 1989, volvieron a tocar juntos.

#### 2000 a 2015
En 2000, King se unió con Eric Clapton para grabar Riding with the King.
En 2003, King compartió el escenario con la banda de rock Phish en Nueva Jersey, tocando tres de sus clásicos durante 30 minutos.
En junio de 2006, King estuvo presente en la conmemoración de su primer transmisión de radio en Three Deuces Building en Greenwood, donde una marca oficial del Mississippi Blues Trail fue construida.
B. B. King también hizo diversas apariciones en el Crossroads Guitar Festival puesto en marcha por Eric Clapton. En el Festival de 2004 tocó «Rock Me Baby» junto a Clapton, Buddy Guy y Jimmie Vaughan y Bonnie Raitt. En la edición de 2007 interpretó: "Paying the Cost to Be the Boss" y "Rock Me Baby" con The Robert Cray Band con Jimmie Vaughan & Hubert Sumlin). En la edición de 2010 cerró el Festival interpretando su tema mítico "The Thrill Is Gone" con Eric Clapton, Robert Cray, Jimmie Vaughan y otros. Y en la edición de 2013 interpretó "Every Day I Have The Blues" con The Robert Cray Band con Eric Clapton & Jimmie Vaughan.
A los 80 años, el 29 de marzo de 2006, King tocó en el estadio Hallam Arena de Sheffield en la primera parte de su gira por el Reino Unido y Europa. Realizó esta gira junto al ex-shredder/roquero convertido en blusero, Gary Moore, con el cual King había realizado otras giras anteriormente, incluyendo la canción «Since I Met You Baby». Esta gira finalizó el 4 de abril con un concierto en el Wembley Arena.
En julio de 2006, King volvió a Europa y en ese momento decidió realizar su despedida en Suiza, tocando dos veces (2 y 3 de julio) en la decimocuarta edición del Festival de Jazz de Montreux y también en Zúrich en el Blues at Sunset el 14 de julio. Durante su última actuación en Montreux, en el Salón Stravinski, tocó junto a Joe Sample, Randy Crawford, David Sanborn, Gladys Knight, Lella James, Earl Thomas, Stanley Clarke, John McLaughlin, Barbara Hendricks y George Duke. La gira de despedida finalizó en Luxemburgo el 19 de septiembre de 2006 en el estadio D'Coque.

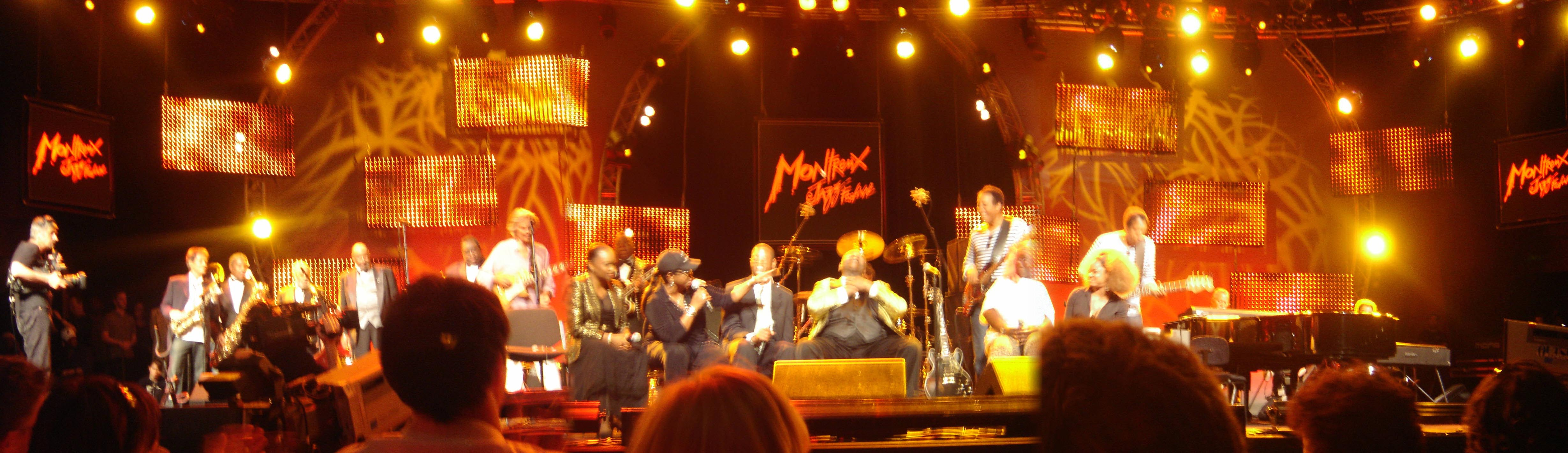
En directo en Montreux, julio de 2006

## Fallecimiento
King falleció el 14 de mayo de 2015 a las 9:40 p. m. (Tiempo del Pacífico) mientras dormía en su casa ubicada en Las Vegas, de acuerdo a la información proporcionada por su abogado.
Sus hijas denunciaron y aseguraron que el músico había sido envenenado por su mánager y su asistente personal, pero al realizarse la autopsia se confirmó que no fue así.

## Vida personal
B. B. King era piloto licenciado, un conocido jugador y vegetariano, no bebedor y no fumador desde sus casi 60 años. King vivió casi diez años con diabetes y fue un visible portavoz en la lucha contra la diabetes, apareciendo en avisos para el manejo de productos para la diabetes.
El 26 de enero de 2007, durante una gira, King fue hospitalizado en Galveston, (Texas) debido a la fiebre tras una gripe. Fue dado de alta el 27 de enero, tras pasar una noche ingresado. Tuvo tiempo para terminar su gira, con su actuación el 30 de enero.
Casado dos veces, King tenía quince hijos, naturales y adoptados. Aunque algunas fuentes afirman que el boxeador Sonny Liston fue tío de King, otra fuente afirma que se trata de un mito y que la relación verdadera es que Liston era hermanastro del padrastro de King.
Su cantante favorito fue Frank Sinatra. En su autobiografía, King habla acerca de cómo era, y es, un «fanático de Sinatra» y cómo iba a la cama todas las noches escuchando el álbum de clásicos de Sinatra In the Wee Small Hours. King ha acreditado a Sinatra por abrirle las puertas a los artistas negros a los que no se les dio la oportunidad de tocar en lugares dominados por «blancos». Sinatra tenía a B. B. King en los principales lugares en los que cantaba en Las Vegas durante los años 1960.

### Filantropía
King fue un defensor de la educación musical en los niños. En 2002, fue contratado como partidario oficial de Little Kids Rock, una organización sin fines de lucro que provee a los niños de escuelas públicas de todo Estados Unidos lecciones e instrumentos musicales de manera gratuita.

## Lucille
B. B. King puso el nombre de Lucille a su guitarra. El nombre proviene de una actuación en Arkansas, en la que se produjo un incendio que obligó a desalojar el recinto a todas las personas allí presentes. B. B. King se dio cuenta de que se había dejado su guitarra y volvió a rescatarla, estando a punto de morir. Cuando le dijeron que el fuego había sido provocado por dos hombres que se peleaban por una mujer, B. B. King le puso a su guitarra el nombre de esta, Lucille.

## Frases célebres
- Wikiquote alberga frases célebres de o sobre B. B. King.
- «Tú tienes un alma, tú tienes un corazón, tú tienes el sentimiento de que tu música es vida. La vida que vivimos en el pasado, la vida que estamos viviendo hoy y la vida que creo que viviré mañana».
- «Yo creo que hay un lugar para tocar la guitarra. Hay un lugar para cantar el blues».
- «Todos tenemos héroes, pero trata de ser tú mismo siempre»
- «El jazz es el hermano mayor del blues. El blues es la secundaria, el jazz es la facultad»
- «¿Sabes que me hace más feliz que nada? Dame seis cuerdas y seré feliz»

## Discografía

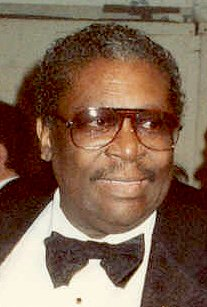
B. B. King en la ceremonia de entrega de los Premios Grammy de 1990.

## Videografía
1. The Electric B. B. King - His Best (1960)
2. Great Moments with B. B. King (1981)
3. The King of the Blues: 1989 (1988)
4. Got My Mojo Working (1989)
5. King of the Blues (Box Set, 1992)
6. Why I Sing the Blues (1992)
7. B. B. King: Live By Request (2003) DVD
8. Martin Scorsese Presents the Blues: B. B. King; (2003)
9. Ultimate Collection (2005)

## Honores y condecoraciones
- En 1990, King recibió la Medalla Nacional de las Artes.[42]
- En 1995, fue galardonado con el "Centro de Honores Kennedy" por «los cumplimientos y extraordinarios talentos de la vida de los más prestigiosos artistas de nuestra Nación».[43]
- En 2004, recibió un Ph.D honorario de la Universidad de Misisipi
- En 2004, recibió el Premio de Música Polar de la Real Academia Sueca de Música por sus «significantes contribuciones al blues».[cita requerida]
- El 15 de diciembre de 2006, el presidente de Estados Unidos George W. Bush le entregó a King la Medalla Presidencial de la Libertad.[44]
- King ocupó el tercer puesto en la lista de "Los 100 mejores Guitarristas de la Historia" de 2003 elaborada por la revista Rolling Stone, solo por detrás de Jimi Hendrix y Duane Allman. En la reedición de 2011 ocupó el sexto puesto detrás de Jimi Hendrix, Eric Clapton, Jimmy Page, Keith Richards y Jeff Beck.

### Premios Grammy
B. B. King recibió 15 Premios Grammy:
- 1971: Mejor Interpretación de Vocal Masculina R&B por «The Thrill Is Gone»
- 1982: Mejor grabación de música étnica o tradicional por There Must Be a Better World Somewhere
- 1984: Mejor interpretación de blues tradicional por Blues 'N' Jazz
- 1986: Mejor interpretación de blues tradicional por My Guitar Sings the Blues
- 1987: Premio Grammy a la carrera artística[27]
- 1991: Mejor interpretación de blues tradicional por Live at San Quentin
- 1992: Mejor interpretación de blues tradicional por Live at the Apollo
- 1994: Mejor álbum de blues tradicional por Blues Summit[27]
- 1997: Mejor interpretación instrumental de rock por "SRV Shuffle" (junto a otros artistas)
- 2000: Mejor álbum de blues tradicional por Blues on the Bayou
- 2001: Mejor álbum de blues tradicional por Riding with the King[27]
- 2001: Anexo:Premio Grammy a la mejor colaboración vocal de pop por «Is You or Is You Ain't (Baby)» (con Dr. John)
- 2003: Mejor álbum de blues tradicional por A Christmas Celebration of Hope
- 2003: Mejor interpretación instrumental de pop for "Auld Lang Syne"
- 2006: Mejor álbum de blues tradicional por B. B. King & Friends: 80
- 2009: Mejor álbum de blues tradicional por One Kind Favor[27]